# Artilleribrigaden
Artilleribrigaden (ARTBR) eller Tykistöprikaati (TYKPR) var en artilleribrigad inom finländska armén som verkade i olika former åren 1992–2014. Förbandsledningen var förlagd i Niinisalo garnison i Niinisalo, Kankaanpää.

## Historik
Artilleribrigaden bildades 1918 som Första fältartilleriregementet. 1952 byttes namnet till enbart Fältartilleriregementet och fem år senare 1957 tilldelades förbandet namnet Satakunta artilleriregemente. 1992 ombildades regementet till brigad och fick sitt nuvarande namn, Artilleribrigaden. Brigaden har sina traditioner och ser sig som en efterträdare till det tidigare Finska artilleriregementet, vilket upplöstes och 1811 uppgick i Svea artilleriregemente och Wendes artilleriregemente. Från och med den 1 januari 2015 uppgick regementet som en del i Björneborgs brigad. Detta på grund av den omorganisation som Försvarsmakten genomförde under åren 2012–2015.

## Heraldik och traditioner
Artilleribrigaden firar sitt jubileum den 26 maj, för att hedra grundandet av dess traditionella regemente, Finska artilleriregementet, den 26 maj 1794.

## Förbandschefer
Förbandschefen titulerades brigadchef och hade tjänstegraden överste.

- 1992–1993: Överste Raimo Kaukonen
- 1993–1995: Överste Esa Tarvainen
- 1996–1997: Överste Kauko Kyllönen
- 1998–2000: Överste Olavi Rajala
- 2000–2000: Överstelöjtnant Jari Vaara (tillförordnad)
- 2001–2003: Överste Raimo Jyväsjärvi
- 2003–2005: Överste Jukka Haaksiala
- 2005–2009: Överste Esko Hartikainen
- 2009–2012: Överste Markku Myllykangas
- 2012–2013: Överste Pertti Lahtinen
- 2013–2014: Överste Mikael Feldt

## Namn, beteckning och förläggningsort
| Artilleribrigaden | 1992-03-01 | – | 2014-12-31 |

| ARTBR | 1992-03-01 | – | 2014-12-31 |

| Niinisalo garnison (F) | 1992-03-01 | – | 2014-12-31 |